# Рада з питань економічного розвитку України
Рада з питань економічного розвитку України — тимчасовий консультативно-дорадчий орган Кабінету Міністрів України, утворений у квітні 2020.

## Задачі
Задачі ради:
- сприяння забезпеченню координації дій органів виконавчої влади, громадянського суспільства, суб’єктів господарювання з питань економічного розвитку та підготовка рекомендацій щодо формування і реалізації державної політики у сфері економічного розвитку;
- визначення шляхів, механізмів та способів вирішення проблемних питань, що виникають під час реалізації державної політики у сфері економічного розвитку;
- формування пропозицій щодо удосконалення нормативно-правової бази з питань економічного розвитку, механізмів організаційної, адміністративної та фінансової підтримки інституцій;
- розроблення пропозицій для реалізації сприятливої кредитної, податкової і митної політики у сфері економічного розвитку;
- вивчення пропозицій інститутів громадянського суспільства, суб’єктів господарювання та суб’єктів інноваційної діяльності щодо механізмів, оптимальних шляхів розв’язання проблем та створення сприятливих умов для економічного розвитку.

## Склад
Очолює Раду Глава Уряду. Міністр розвитку економіки, торгівлі та сільського господарства виконує функції заступника.
До складу увійшли академіки, доктори наук, професори та міжнародні експерти [Архівовано 14 червня 2021 у Wayback Machine.]: 
1. Прем’єр-міністр України, голова Ради (Денис Шмигаль)
2. Міністр розвитку економіки, торгівлі та сільського господарства, заступник голови Ради (Ігор Петрашко)
3. Заступник директора Національного інституту стратегічних досліджень, секретар Ради (за згодою) — (Ярослав Жаліло)
4. Старший науковий співробітник Атлантичної ради США (за згодою) (Андерс Аслунд)
5. Професор Колумбійського університету (за згодою) (Віллем Буітер)
6. Директор державної установи "Інститут економіки та прогнозування Національної академії наук України" (за згодою) (Валерій Геєць)
7. Директор Інституту демографії та соціальних досліджень імені М.В. Птухи Національної академії наук (за згодою) (Елла Лібанова)
8. Керуючий партнер компанії Капітал Таймс (за згодою) (Ерік Найман)
9. Президент Центру економічного розвитку (за згодою) (Олександр Пасхавер)
10. Викладач економіки та фінансів Києво-Могилянської бізнес-школи (за згодою) (Євген Пенцак)
11. Радник Президента України (за згодою) (Олег Устенко)

## Засідання ради
10 квітня відбулось перше установче засідання Ради з питань економічного розвитку України під головуванням Прем’єр-міністра України Дениса Шмигаля. Основною темою засідання було напрацювання економічних стратегій щодо подолання наслідків через поширення коронавірусу COVID-19. 
28 квітня 2020 пройшло перше засідання Ради.
У засіданні взяли участь Ігор Петрашко, Ярослав Жаліло, Елла Лібанова, старший науковий співробітник Атлантичної ради США , радник Президента України , керуючий партнер Capital Times Ерік Найман, професор Колумбійського університету Віллем Буітер та викладач економіки та фінансів Києво-Могилянської бізнес-школи Євген Пенцак. На засіданні також були присутні Голова Комітету Верховної Ради з питань економічного розвитку Дмитро Наталуха, Голова Комітету Верховної Ради питань бюджету Юрій Арістов, Голова Комітету Верховної Ради з питань гуманітарної та інформаційної політики Олександр Ткаченко.
Учасники наради обговорили представлені Урядом п’ять етапів виходу з карантину, порушили питання щодо надання фермерам можливості реалізовувати аграрну продукцію.